# Lettische Badminton-Mannschaftsmeisterschaft 2019
Die Lettische Badminton-Mannschaftsmeisterschaft 2019 fand vom 6. bis zum 7. April 2019 in Tērvete statt. Meister wurde das Team vom RSP/RBS.

## Endstand
| Platz | Team |
| ----- | --- |
| 1.    | RSP/RBS (Pauls Gureckis, Diāna Stognija, Kristīne Šefere, Edijs Līviņš, Anna Lauva, Reinis Šefers)                           |
| 2.    | Siguldas BK/SSS (Liāna Lencēviča, Artūrs Akmens, Anna Kupča, Annija Rulle-Titava, Oskars Akmens, Jānis Norvelis)             |
| 3.    | Valmiera BK (Andis Bērziņš, Arīna Babre, Anita Švalbe, Mairis Loiko, Artūrs Ķelpe, Ojārs Koziņecs)                           |
| 4.    | Technische Universität Riga (Reinis Krauklis, Uģis Briedis, Terēza Balode, Kristīne Martinsone, Annija Kuzma, Kaspars Zaķis) |